# Tabanus beshkentica
Tabanus beshkentica är en tvåvingeart som beskrevs av Baratov 1980. Tabanus beshkentica ingår i släktet Tabanus och familjen bromsar.
Artens utbredningsområde är Tadzjikistan. Inga underarter finns listade i Catalogue of Life.